# سوسن غوک چینی
سوسن غوک چینی (نام علمی: Tricyrtis chinensis) نام یک گونه از سرده سوسن‌های غوک است.